# 佐保神社
佐保神社（さほじんじゃ）は、兵庫県加東市にある神社。旧称、坂合神社。北播磨有数の神社として知られ、旧社町は門前町として発展した。

## 概要
紀元前76年（垂仁天皇23年）の創建と伝えられ、当時は加西市の鎌倉峰に鎮座されていた。奈良時代初頭の722年（養老6年）に阿倍野三郎太夫なる老人に神託があり、現在の場所に遷された。
鎌倉時代には北条政子が佐保神社を崇敬し、本殿の再建と四方内外に檜木造の鳥居八基を建立させた。
当時の鳥居は現存しないが、西の内の鳥居は石造りに変わり、現在も社町鳥居地区に残っており、「鳥居」という地名はこれに由来する。
戦国時代の争乱にて社領は荒廃し1547年(天文16年)には火災で神殿をすべて焼失する。その後、勧進僧らの尽力よって1564年(永禄7年)に神殿が再建された。しかし往時の壮観は望むべくもないといわれている。
江戸時代には、代々将軍家より朱印状を授けられ社領十石を賜り、1881年(明治14年)県社に指定された。
現在の建物は1747年（延享4年)に再建されたものである。

### 涌羅野山慈眼寺
明治の神仏分離令以前には古義真言宗の寺院、涌羅野山慈眼寺が神宮寺としてあった。
当時の神社境内には仏教設備として鐘楼、護摩堂、薬師堂があった。
塔頭寺院筆頭である持寶院の創立が白雉年間と伝わり、史実であるとすれば慈眼寺の創設はそれ以前となる。
古義真言宗本末帳によると、「高野山寶城院末」として、「御朱印10石寺中分配、加東郡社村涌羅野山慈眼寺之中三宇」とあり、「慈眼寺之中、持寶院、末寺4宇」「善龍院、末寺1宇」「一乗院、末寺2宇」等とある。
播磨鑑には「涌羅山慈眼寺、社僧、善龍院、持寶院、松林院」とある。
明治維新の折に慈眼寺は廃寺となり、現在は持寶院と善龍院のみ残っている。佐保神社にあった仏教関連の品は一部持寶院に移された。

### 御嶽山清水寺との関係
清水寺の鎮守六所の中、佐保三所を勧請している。
「神崎兵部撰佐保大明神社記」に「大道年中、法道仙人同国御嶽山清水寺開基の節、山荒くしてなやすくひらきかたきにより、三社大明神に祈願し、千日の日参をつとめ当山開基の守護を祈り給ひしに、難なく山を開き給う。依って清水寺根本堂の左に社を建て、云々」とある。
また「佐保社勧進帳」に「播州佐保社勧進沙門敬白」として清水寺松之坊の僧が勧進の文を書している。

## 祭典日
- 4月16日 - 湯立神事あり[2][1]
- 10月体育の日の前日 - 秋祭[2][1]

絢爛豪華な屋台・獅子舞などが奉納される。
- 10月16日 - 秋大祭[17]

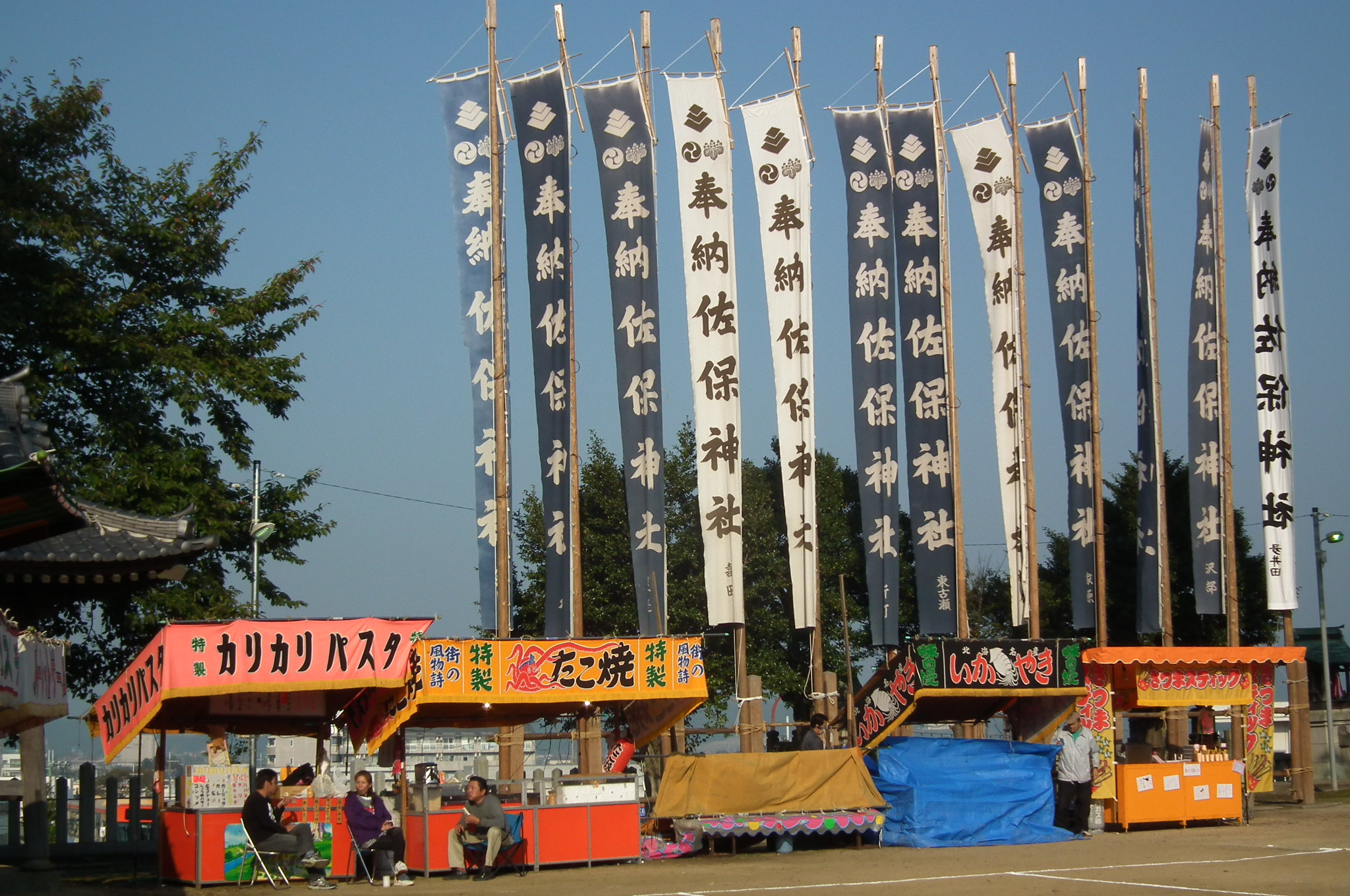
秋祭りの境内（2011年10月9日）
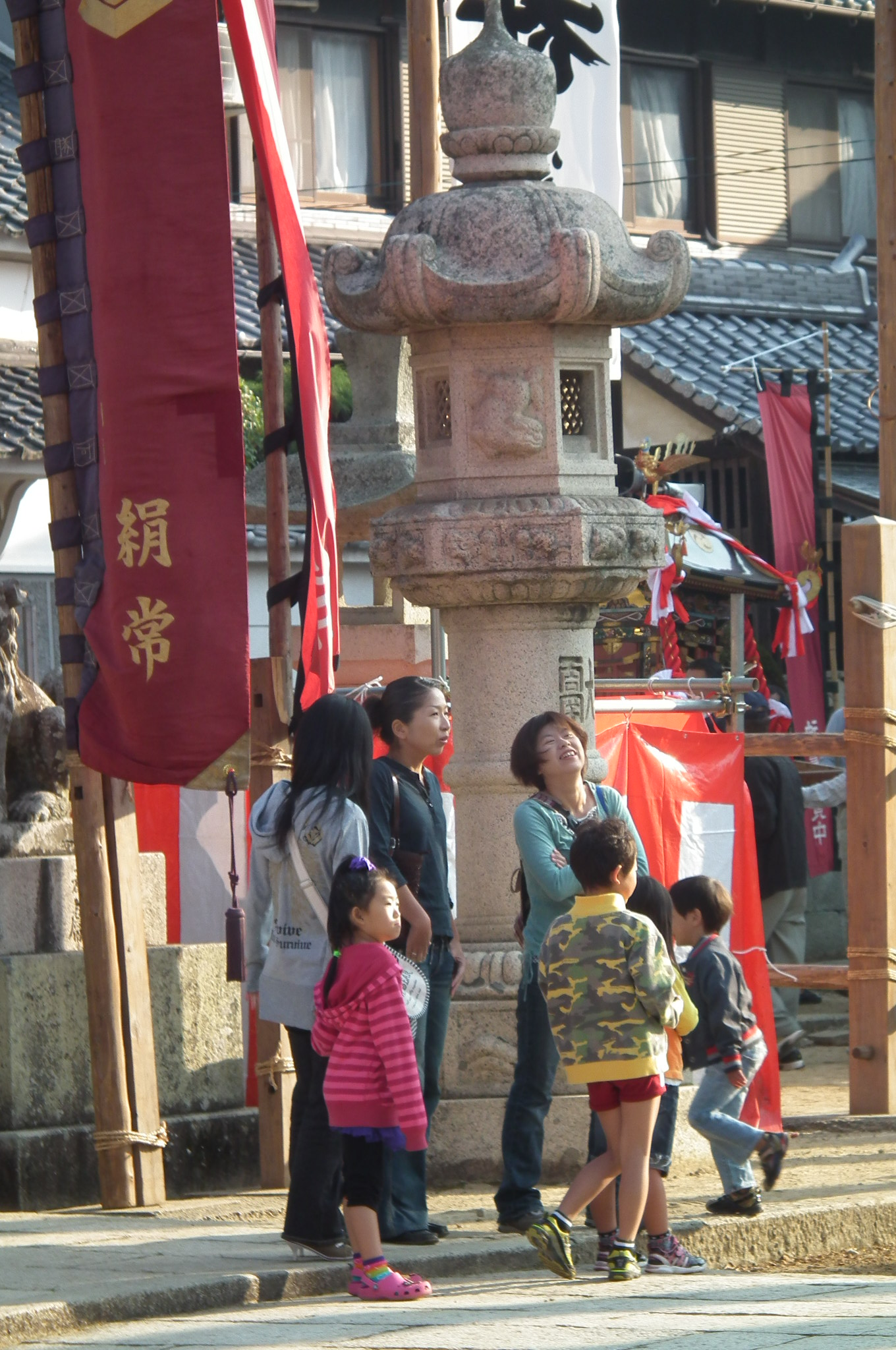
秋祭りの境内と石灯籠（2011年10月9日）
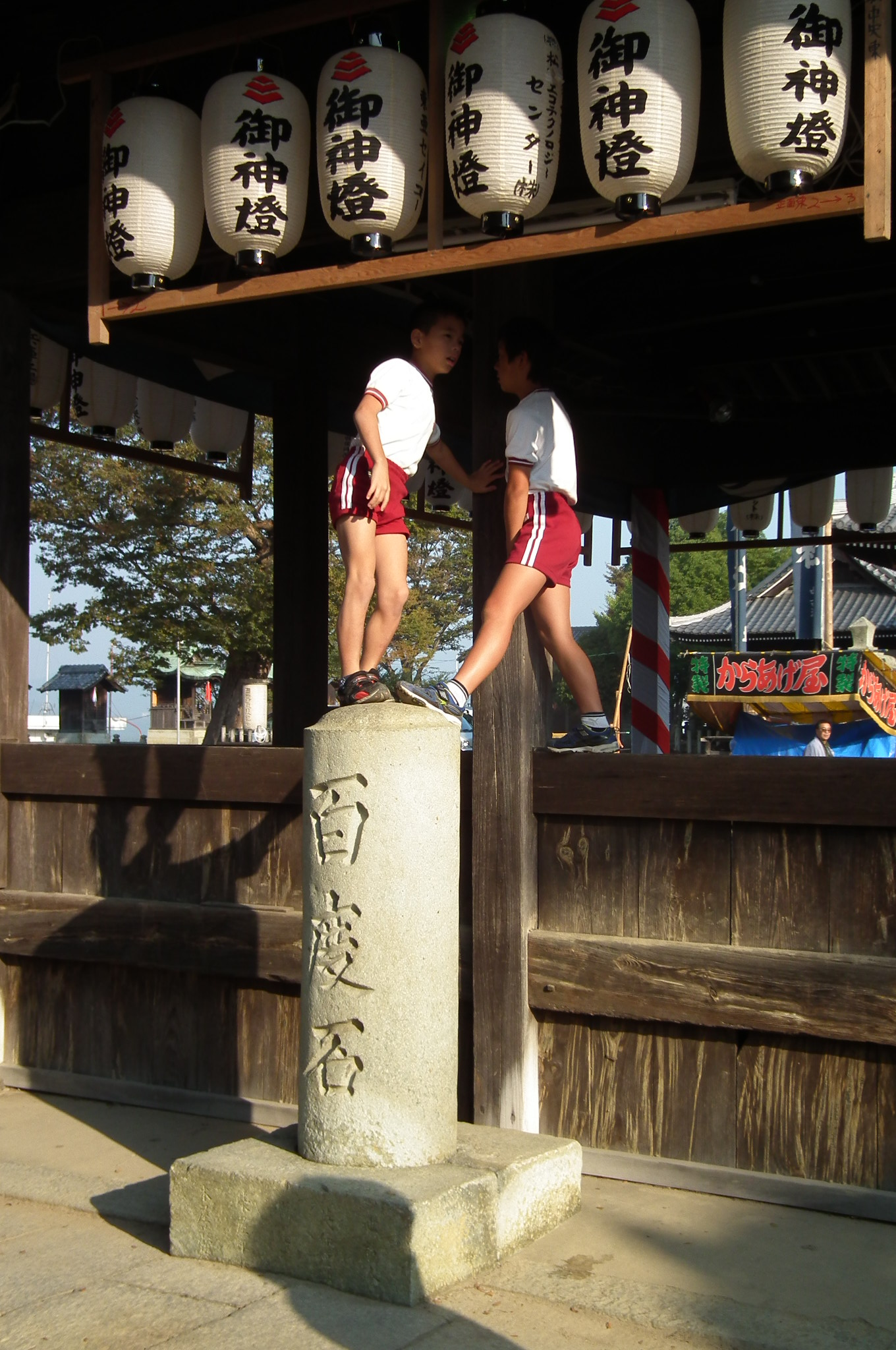
能舞台と百度石

## 歴史
社格で旧加東郡の唯一の県社であった。